# Bulbophyllum cubicum
Bulbophyllum cubicum là một loài phong lan thuộc chi Bulbophyllum.